# Pierre Cabanes
Pour les articles homonymes, voir Cabanes.
Pierre Cabanes, né le 23 décembre 1930 au Puy-en-Velay et mort le 13 juin 2023 à Clermont-Ferrand,, est un épigraphiste et historien français, professeur émérite d'histoire de l'Antiquité à l'université Paris X-Nanterre, président de l'université Clermont-Ferrand II (1977-1982), et responsable, à partir de 1992, de la Mission archéologique et épigraphique française en Albanie.

## Biographie
Enfant, Pierre Cabanes a connu la guerre. Deux de ses frères aînés et son père sont engagés dans la Résistance dans la région du Puy-en-Velay, sa ville natale et deux de ses tantes en région parisienne. L'un de ses oncles, Henri Rendu (1915-1944), est compagnon de la Libération.
C'est son grand-père maternel qui développe son goût de l'histoire. Il termine ses études d'histoire, commencées à Lyon puis à Paris, par une thèse de doctorat, préparée à partir de 1965 sous la direction de Pierre Lévêque, sur l’Épire de la mort de Pyrrhos à la conquête romaine (272-168 av. J.-C.).
Après avoir enseigné à Nantes, Pierre Cabanes rejoint l'université de Clermont-Ferrand à partir de 1969, où il succède à Claude Mossé au poste d'histoire grecque. Doyen de la faculté de Lettres de 1974 à 1977, il est le premier président de l'université Clermont-Ferrand II (1977-1982). Il est ensuite élu professeur d'histoire de l'Antiquité à l'université Paris X-Nanterre, où il termine sa carrière. Il a également exercé la présidence de la Société des professeurs d'histoire ancienne de l'Université (SOPHAU) et de l'agrégation externe d'histoire.
En 1992, ses confrères archéologues et historiens le sollicitent pour prendre la co-direction du chantier d'Apollonia d'Illyrie où une équipe française, dirigée par l'archéologue Léon Rey, avait déjà conduit des fouilles interrompues par la Seconde Guerre mondiale. À partir de 1976, il parvient à séjourner régulièrement en Albanie en dépit des conditions difficiles de la dictature hoxhiste. Au fil des années, il noue des amitiés fortes avec le professeur Aleks Buda, président de l'Académie des sciences, Jusuf Vrioni, traducteur en français de l'œuvre de Kadaré, de nombreux archéologues albanais, ainsi que les diplomates Besnik Mustafaj, romancier et ancien ministre des Affaires étrangères, et Luan Rama, ancien ambassadeur en France et à l'UNESCO.
Pendant toute sa carrière, il travaille avec la communauté scientifique albanaise, tout particulièrement avec Neritan Ceka, Skender Anamali, Frano Prendi, Faik Drini et Shpresa Gjongecaj, et les historiens et archéologues grecs, créant, depuis 1984, à travers six colloques successifs, les conditions particulières d'un dialogue et d'une collaboration scientifiques entre la France, la Grèce, et l'Albanie. À sa suite, la mission franco-albanaise épigraphique et archéologique sur le site d'Apollonia d'Illyrie est dirigée par Jean-Luc Lamboley, Bashkim Vrekaj, Shpresa Gjongecaj et Faïk Drini, puis Stéphane Verger et Belisa Muka, avec le soutien de l'Institut archéologique de l'Albanie, du ministère des Affaires étrangères français, de l'École française d'Athènes, de l'École française de Rome, et de plusieurs laboratoires de recherche. Avec son épouse Monique Cabanes, décédée en 2021, il a accueilli de nombreux chercheurs albanais lors de séjours de recherche en France.
Les publications de Pierre Cabanes portent sur la Grèce du Nord et l'Illyrie méridionale et leurs spécificités politiques, sociales et culturelles. Il s'intéresse notamment aux procédures d'affranchissement, à la place des femmes dans la société, aux questions religieuses, à l'économie de la transhumance. Formé à l'épigraphie par Louis Robert, proche de Pierre Vidal-Naquet et Édouard Will, il a édité un monumental Corpus des inscriptions grecques d’Illyrie méridionale et d’Épire, dont la publication s'est achevée en 2020. Auteur de nombreux ouvrages savants sur les Illyriens ou l'histoire de l'Épire, il a dirigé aux Éditions du Seuil la collection « Nouvelle histoire de l'Antiquité », ainsi qu'une Histoire de l'Adriatique, traduite dans de nombreuses langues. Ses quelque 150 articles scientifiques sont en cours de publication par l'École Française d'Athènes dans un volume spécial du BCH (Bulletin de correspondance hellénique).
Pierre Cabanes est le père de l'historien Bruno Cabanes, spécialiste de la Première Guerre mondiale et professeur à l'université d'État de l'Ohio, de Cécile Cabanes et de Philippe Cabanes.
Pierre Cabanes meurt le 13 juin 2023 à Clermont-Ferrand.

## Décorations
- Officier de la Légion d'honneur
- Décoré de l'ordre de Gjergj Kastrioti Skënderbeu par le président de la république d'Albanie, Ilir Meta (26 novembre 2021)

## Publications

L'Adriatique, terrain de recherche de Pierre Cabanes.

Pour une liste exhaustive jusqu'en 2007, voir les hommages publiés sous la direction de Danièle Berranger-Auserve.
- L'Épire, de la mort de Pyrrhos à la conquête romaine (272-167 av. J.C.), Les Belles Lettres, 1976, 644 p.
- Les états fédéraux de Grèce du Nord-Ouest : pouvoirs locaux et pouvoir fédéral, Athènes, Faculté autonome des sciences politiques, 1981, p. 99-111
- Les Illyriens : de Bardylis à Genthios (IVe – IIe siècles av. J.-C.), SEDES , 1988, 342 p.  (ISBN 978-2718138442)
- Albanie : le pays des aigles, préfacé par Ismail Kadaré ; photographies Paul Lutz, Édisud , 1994,  (ISBN 2857447191)
- Le Monde hellénistique. De la mort d'Alexandre à la paix d'Apamée, Points histoire, Nouvelle Histoire de l'Antiquité, vol. 4 Le Seuil, 1995, 288 p.  (ISBN 978-2020131308)
- avec Fa͏ïk Drini: Corpus des inscriptions grecques d'Illyrie méridionale et d'Epire 1,1 : Inscriptions d'Épidamne-Dyrrhachion, Boccard, 1995,  (ISBN 2-86958-076-2)
- avec Neritan Ceka et Hasan Ceka: Corpus des inscriptions grecques d'Illyrie méridionale et d'Epire 1,2 : Inscriptions d'Épidamne-Dyrrhachion et d'Apollonia, Boccard, 1998,  (ISBN 2-86958-094-0)
- Passions albanaises : de Berisha au Kosovo (co-auteur : son fils Bruno Cabanes), O. Jacob, 1999, 280 p.  (ISBN 978-2738106674)
- L’Histoire de l’Adriatique, Direction de la rédaction, préface de Jacques Le Goff, le Seuil, coll. L’Univers historique, 2001, 672 p.  (ISBN 978-2020282352)
- Introduction à l'Histoire de l'Antiquité, 3e édition, Armand Colin, 2004
- avec Fa͏ïk Drini: Corpus des inscriptions grecques d'Illyrie méridionale et d'Epire 2 : Inscriptions de Bouthrôtos, École française d'Athènes, 2007,  (ISBN 978-2-86958-206-4)
- Le monde grec, 2e édition refondue, Armand Colin, 2008
- Idées reçues sur l'Antiquité : de la Mésopotamie à l'Empire romain, Le Cavalier Bleu, 2014,  (ISBN 978-2-84670-534-9)
- Petit atlas historique de l'Antiquité grecque, 2e édition, Armand Colin, 2016
- Corpus des inscriptions grecques d'Illyrie méridionale et d'Epire 3 : Inscriptions d'Albanie (en dehors des sites d'Épidamne-Dyrrhachion, Apollonia et Bouthrôtos), École française d'Athènes, 2016,  (ISBN 978-2-86958-262-0)
- Corpus des inscriptions grecques d'Illyrie méridionale et d'Epire 4 : Inscriptions de la Molossie, École française d'Athènes, 2020,  (ISBN 978-2-86958-321-4)
- Épire et Illyrie méridionale dans l’Antiquité. 4 volumes. École française d'Athènes, 2024,  (ISBN 978-2-86958-643-7)